# Couronne de saint Louis
La Sainte couronne dite couronne de saint Louis est un ancien insigne royal français utilisé du XIIIe au XVIIIe siècle. Elle contenait une relique de la Passion du Christ et fut détruite en 1793 durant la Révolution française.

## Histoire
Il existait à la fin du XIIIe siècle dans le trésor de Saint-Denis une couronne d'or fleurdelisée et gemmée qui était déjà réparée : sur au moins la moitié de sa circonférence, elle était doublée intérieurement d'une plaque métallique. Hervé Pinoteau suppose qu'elle fut créée au XIe siècle pour abriter une insigne relique et qu'elle fut remaniée à l'époque de Suger voire plus tard selon l'opinion de Danielle Gaborit-Chopin. 
Au Moyen Âge, on appelait cette couronne reliquaire sainte couronne ou couronne d'épines puis on prit l'habitude de l'appeler couronne de Saint Louis. Elle servit pour le sacre de Jean II et celui d'Anne de Bretagne.
Cette couronne était portée en procession quand on célébrait l'obit ou la messe solennelle d'un roi. Déposée à l'autel des Saints Martyrs en compagnie d'autres reliques (Saint clou, bras de Saint Siméon), la couronne fut ensuite déposée sous l'Ancien régime dans une armoire du trésor. Cette couronne fut représentée sur deux tableaux : La Messe de Saint Gilles et La Vierge de la famille de Vic.

## Description
Cette couronne royale était dite abriter une épine de la couronne de Jésus-Christ et constituait avec le saint clou une des pièces principales du trésor de l'église. L'épine était placée sous un énorme cabochon qu'on nommait rubis, mais qui était un spinelle de 278 carats métriques. D'après Suger, cette épine était un don de Louis VI à l'église de Saint-Denis lui venant de sa grand-mère Anne de Kiev. L'émeraude (extrait dans les mines Habachtal, en Autriche) au centre de la fleur de lis centrale est de nos jours conservée au Muséum national d'histoire naturelle à Paris.
Danielle Gaborit-Chopin la décrit ainsi : « Une couronne circulaire, d'un seul tenant, surmontée par quatre larges fleurs de lis aux extrémités renflées. Sur le bandeau, quatre grenats et quatre saphirs alternés étaient séparés par une paire d'émeraude ; sur chaque fleuron, deux grenats, une émeraude, et une topaze entouraient un saphir sauf sur le fleuron principal où une table rectangulaire d'émeraude était placée au centre, les pierres étaient serties dans des bâtes épaisses, entourée d'une moulure. Cent grosses perles étaient disséminées entre les pierres précieuses, fixées de bout par une tige verticale qui les traversaient de part en part ». Cette couronne pesait 11 marcs dont 4 pour pierres, perles et argent doré et fut détruite par la Convention nationale.